# Henriette Deloras
Henriette Deloras, née le 7 juin 1901 à Grenoble et morte le 14 mars 1941, est une peintre française.

## Biographie
Née le 7 juin 1901, à Grenoble, elle y mourut à l’âge de 39 ans après une vie brève, mais d’une intensité créative avec la peinture pour passion, passion qui lui vint de la maison voisine de la sienne, à Corenc, où l’artiste Jules Flandrin revenait de Paris chaque été. Grâce au dévouement de sa mère, ouvrière gantière qui consentit tous les sacrifices, elle entra aux Arts Décoratifs de Grenoble et eut Louise Morel pour professeure.
En 1921, elle découvrit Paris qui la fascina. Elle y rencontra les plus grands, mais aussi la jalousie féroce de Jacqueline Marval qui tentera de l’éloigner de Flandrin. Mais quelques années plus tard, elle gagnera en épousant son peintre.
Elle abandonne très vite l’huile pour le pastel grâce auquel elle met en pratique la théorie de la couleur pure, sans jamais se tromper. C’est une peinture intuitive qui ne supporte ni retouche ni tricherie.
Tantôt sur les quais de la Seine, tantôt perchée sur un tabouret dans une boîte de nuit, elle saisit l’essentiel des silhouettes qui l’entourent : musiciens de jazz, danseuses du Moulin Rouge, clients, tout est sujet à peindre et recréer cette ambiance des « années folles ».
De retour du Salon d’Automne, en 1928, où elle a exposé les pastels Bouquet de fleurs et Petit bouquet sur la fenêtre, Bonnard, admirateur de ses pastels, dit aux critiques : 
« ça, c’est de la peinture ! »
En 1931, elle épouse Jules Flandrin (le mariage est célébré par l'abbé Calès), dont elle aura un fils « Julo », et s’installe à Grenoble tout en se rendant régulièrement à Paris pour exposer dans les grandes galeries et aux divers salons.
Au cours de ses dix dernières années, ses œuvres prennent de plus en plus de force et de vigueur : elle peint sans relâche, des nuits entières, tout particulièrement ses natures mortes, improvisées, où tout se mêle, objet, fleurs, estampes… pour donner un résultat surprenant.
Avec une douceur inouïe, elle saisit les attitudes de ses deux « Jules », comme un grand cri d’amour. Elle se rend compte, en effet, que la vie lui échappe et elle éprouve le besoin impérieux de créer, avant de disparaître, en 1941.
Elle est inhumée au cimetière Saint-Roch de Grenoble.

## Expositions
- de 1921 à 1940 : galeries Fenoglio et Saint Louis à Grenoble
- de 1926 à 1940 : galeries Bernheim, Braun, Watelin, Druet à Paris. Salon d’Automne. Salon des Tuileries[2].

Après sa mort, quelques grandes rétrospectives :
- 1946 : Grenoble
- 1973 : Corenc (Château de la Condamine)
- 1991 : Musée Mainssieux à Voiron
- 2001 : Musée Hébert (La Tronche)
- 2004 : Musée Faure à Aix-les-Bains
- 2008 : Musée de Grenoble (Henriette Deloras, l'instant d'une vie)